# Velbloudí vrch
Velbloudí vrch (německy Kammel Berg) je kopec spíše už v podhůří Javořích hor, severovýchodně od horního konce obce Heřmánkovice. Celý kopec se nachází zcela v ČR.

## Hydrologie
Hora náleží do povodí Odry. Vody odvádějí přítoky Stěnavy, např. Heřmánkovický potok.

## Vegetace
Kopec je převážně zalesněný, většinou se jedná o smrkové monokultury. Potenciální přirozenou vegetací jsou zde většinou bučiny.

## Ochrana přírody
Česká část hory leží v CHKO Broumovsko